# Microsepsis pilosicoxa
Microsepsis pilosicoxa är en tvåvingeart som först beskrevs av Ozerov 1993.  Microsepsis pilosicoxa ingår i släktet Microsepsis och familjen svängflugor.
Artens utbredningsområde är Costa Rica. Inga underarter finns listade i Catalogue of Life.